# GAZ M21 Volga
De GAZ M21 is een automodel van de Sovjet-Russische fabrikant GAZ uit Gorki en werd geproduceerd van 1956 tot 1970. Het was de eerste auto met de merknaam Volga, er verschenen verschillende varianten en een combi met de typeaanduiding M22.

## Geschiedenis
De M21 werd in 1955 voor het eerst getoond. De carrosserie was duidelijk afwijkend van zijn voorganger, de GAZ M20 Pobeda maar de M21 had eveneens een viercilinder lijnmotor, echter met een grotere cilinderinhoud. Het was de eerste Russische auto met een lichtmetalen motor met bovenliggende nokkenas. Langer, breder en hoger dan zijn voorganger werd de M21 de basis voor een hele modellenreeks: taxi, vijfdeurs ambulance, bestelwagen en vijfdeurs combi (M22) met gedeelde achterklep en neerklapbare achterbank.
De M21 doorliep verschillende ontwikkelingsetappes ter verbetering van het product en het fabricageproces. Het basismodel M21 G van 1956/57 werd gevolgd door de in 1957/58 gebouwde M21 B, de laatste modificatie was de M21 R. In totaal zijn meer dan een miljoen exemplaren gebouwd.
De op vele internationale beurzen getoonde Volga had vanaf het begin goede exportkansen. Naar keuze met dieselmotoren van Rover, Perkins of Peugeot werd hij bij Scaldia-Volga SA in België geassembleerd. Begin jaren 60 riep men daar voor enkele carrosserieaanpassingen zelfs hulp in van de bekende ontwerpstudio Ghia, maar ook de Russische uitvoeringen kregen verschillende uiterlijke wijzigingen, bijvoorbeeld bij de vormgeving van de grille met horizontale respectievelijk verticale koelsleuven.
In 1969 bood de Nederlandse importeur Gremi de M21 M aan voor 8.525 gulden, voor de uitvoering met Perkins-dieselmotor (2286 cc, 65 pk) werd 10.675 gulden gevraagd. De carrosserie werd toen als tamelijk ouderwets beoordeeld - met dikke raamstijlen en een hoge, ronde motorkap - maar bood veel binnenruimte, de voorbankleuning kon neergeklapt worden zodat een slaapbank ontstond. De gehele wagen was van een grote stevigheid en robuustheid en eenvoudig maar goed afgewerkt. De bediening was vrij zwaar en de topsnelheid van ca. 130 km/u laag voor een 85 pk-motor. Het meegeleverde gereedschap was uitgebreid, o.a. met een bandendrukmeter en looplamp.
Er waren speculaties over een nieuw model met zescilindermotor, maar de nieuwe Volga die in 1970 verscheen had wederom een viercilindermotor. De GAZ 24 Volga was bijna net zo lang en breed als zijn voorganger maar wezenlijk lager.

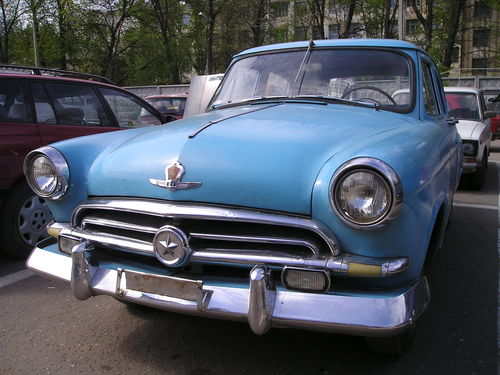
eerste serie
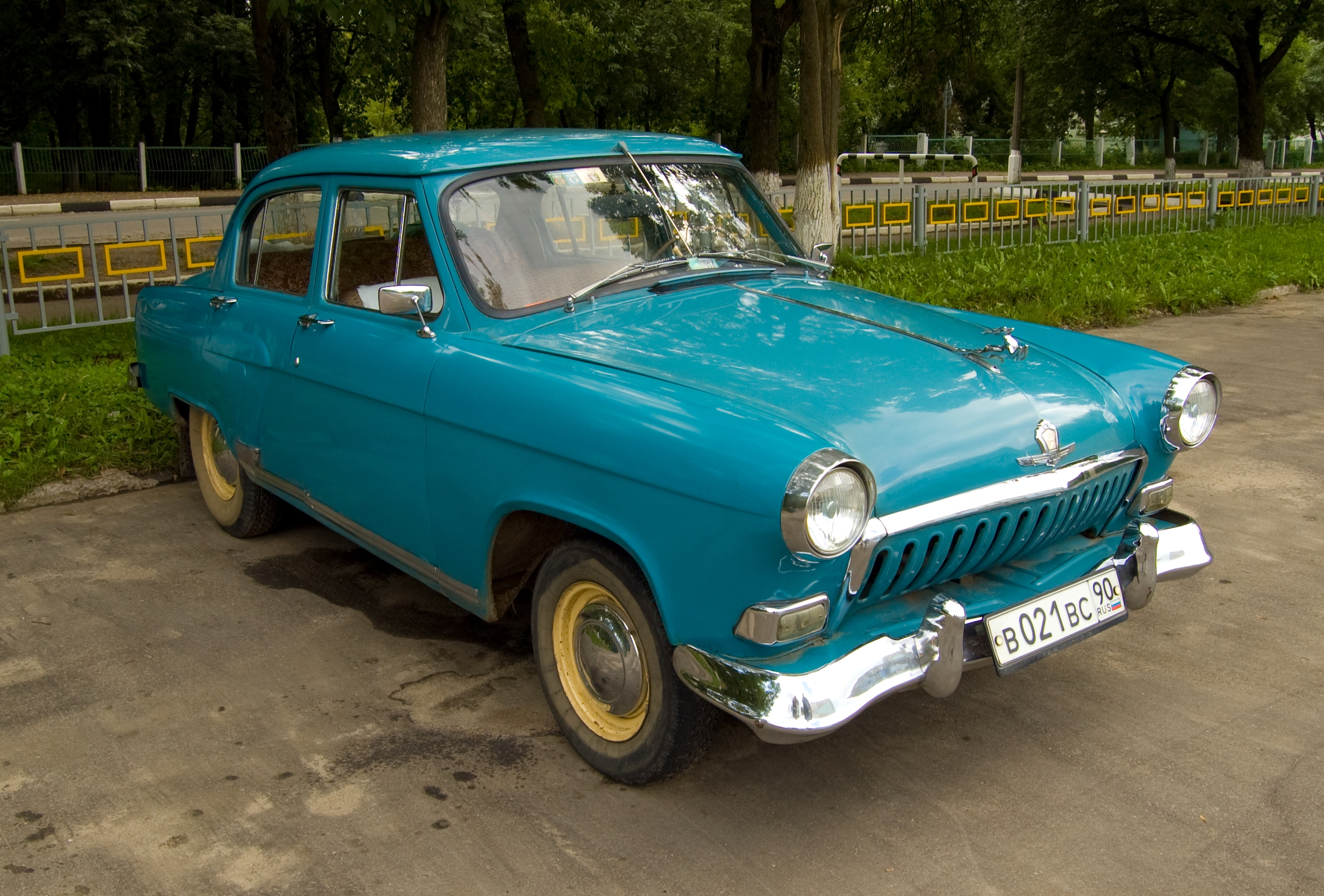
tweede serie
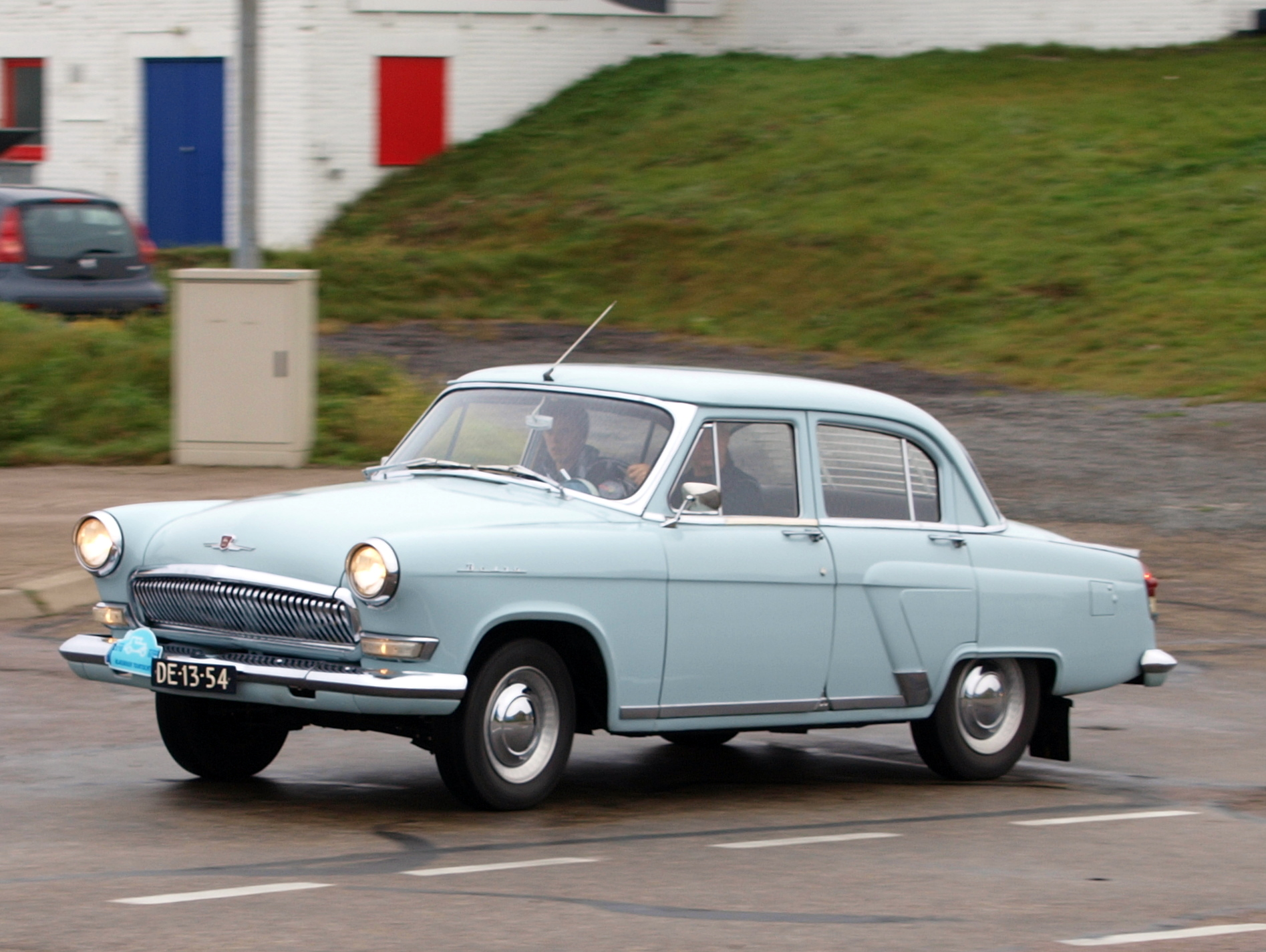
derde serie
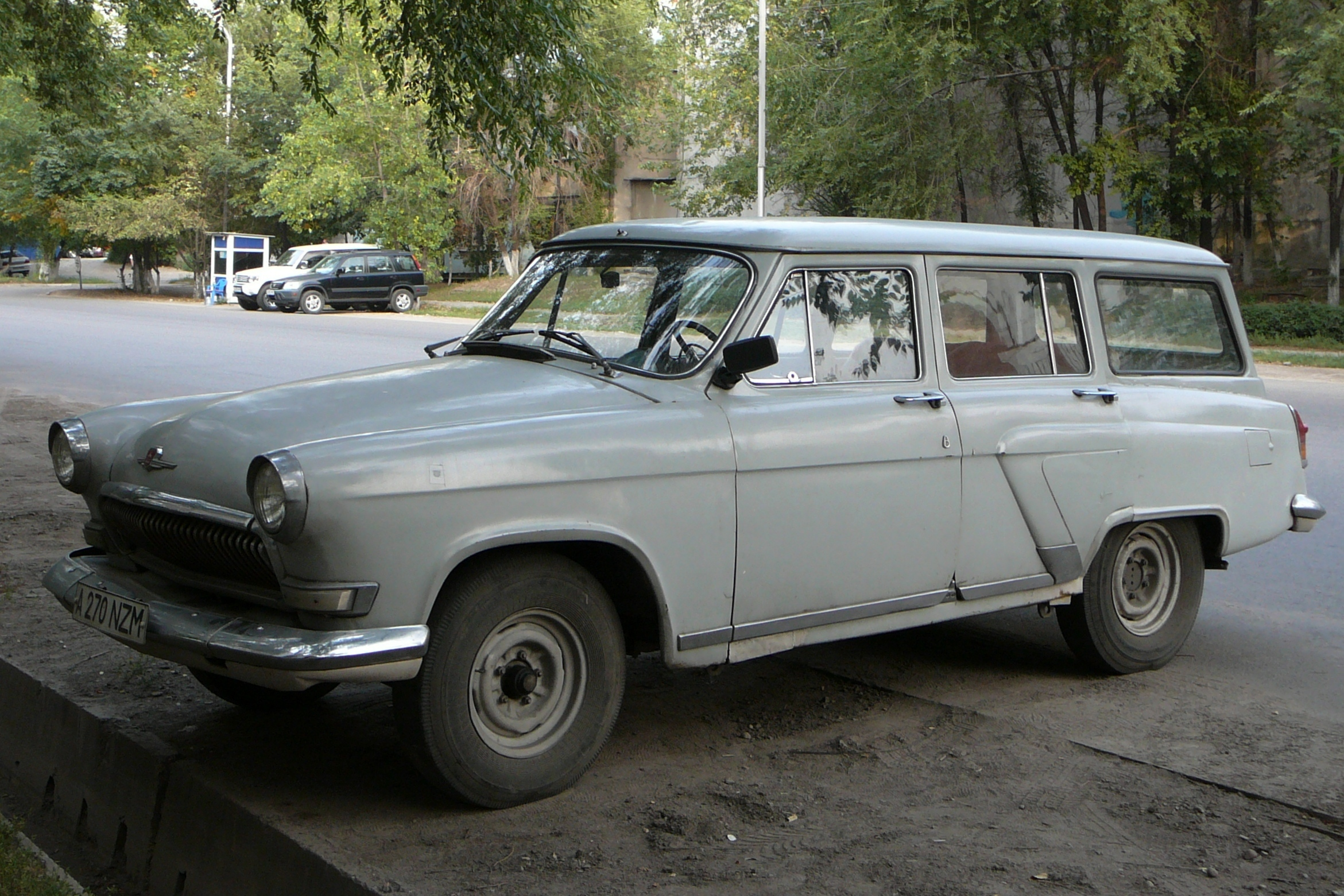
M22 (combi)

Personenauto's:
GAZ-A ·
GAZ-M1 ·
GAZ-M415 ·
GAZ 12 ZIM ·
GAZ-13 Tsjaika ·
GAZ-14 Tsjaika ·
GAZ M20 Pobeda ·
GAZ M21 Volga ·
GAZ-22 Volga ·
GAZ 24 Volga ·
GAZ 31 Volga ·
GAZ-3102 Volga ·
GAZ-3110 Volga ·
GAZ-31105 Volga ·
GAZ-61 ·
GAZ-64 ·
GAZ-67 ·
GAZ-69 ·
GAZ-M72 ·
GAZ Volga Siber

Bestelauto's:
GAZelle ·
GAZelle-Business ·
GAZelle NEXT

Vrachtauto's:
GAZ-AA ·
GAZ-4 · 
GAZ-AAA ·
GAZ-MM ·
GAZ-21 ·
GAZ-S1 ·
GAZ-410 ·
GAZ-42 ·
GAZ-44 ·
GAZ-51 ·
GAZ-93 ·
GAZ-52 ·
GAZ-53 ·
GAZ-55 ·
GAZ-56 ·
GAZ-60 ·
GAZ-62 ·
GAZ-63 ·
GAZ-65 ·
GAZ-66 ·
GAZ-3307 ·
GAZ-3308 Sadko ·
GAZ-3309 ·
GAZ-3310 Waldai ·
GAZon NEXT ·
Sadko NEXT

Autobussen:
GAZ-03-30 ·
GAZ-05-193 ·
GZA-651 ·
GAZelle City

Militaire voertuigen:
BA-3/6 ·
BA-64 ·
BA-10 ·
BA-20 ·
BRDM-1 ·
BRDM-2 ·
BTR-40 ·
BTR-60 ·
BTR-70 ·
BTR-80 ·
BTR-90 ·
GAZ-46 ·
GAZ-2330 ·
GAZ-2975 Tigr ·
GAZ-34039 ·
GAZ-3409 ·
GAZ-3937 ·
GAZ-5903 ·
GT-S ·
GT-SM ·
SU-76 ·
T-38 ·
T-60 ·
T-70 ·
T-80 ·
GAZ-3344 ·
GAZ-3351 ·
VPK-3927 Wolk